# Platanthera chlorantha
El satirión verde (Platanthera chlorantha) es una especie de orquídeas del género Platanthera, estrechamente relacionadas con el género Orchis, en el que estaban incluidas anteriormente, y con el género Habenaria.  Se distribuye por Europa, por Turquía y Marruecos. Son de hábitos terrestres y tienen tubérculos.

## Descripción
Las especies de Platanthera se distinguen de las de Orchis y de las de Habenaria, por la ausencia de procesos estigmáticos, al poseer un espolón nectarífero para atraer a los insectos polinizadores. Otra característica diferenciadora es la de sus raíces tubérculos ovoideas. 
Estas orquídeas terrestres se desarrollan en suelos básicos y prados húmedos, linderos de bosques y en áreas donde la arboleda está clareando. Tienen tubérculos geófitos enteros, de ovoides a fusiniformes,. En estos gruesos tallos subterráneos pueden almacenar gran cantidad de agua, que les permitan sobrevivir en condiciones de sequía.  
Poseen grandes hojas ovoides ú oblongas que cambian a lanceoladas en la parte superior cerca del ápice. Desarrollan un tallo corto que alcanza una altura de 30-40 cm. Las hojas de la parte superior son más pequeñas que las hojas más bajas del tallo.     
La inflorescencia, es una espiga cilíndrica, con unas 5 a 25 flores pequeñas de color blanco con zonas verde claro en los sépalos del casco y en el espolón, menos fragante que Platanthera bifolia. Estas se desarrollan a partir de unos capullos axilares. Las flores con el sépalo dorsal y los pétalos solapados formando un casco, espolón (más largo que el ovario) cargado de néctar y el estigma único y plano. Florecen a finales de primavera o en verano.

## Hábitat
Estas orquídeas se encuentran distribuidas por toda Europa excepto el Norte de Rusia. También se encuentra en Turquía, Chipre y en Marruecos.
Platanthera estuvo anteriormente clasificada dentro del género Orchis.

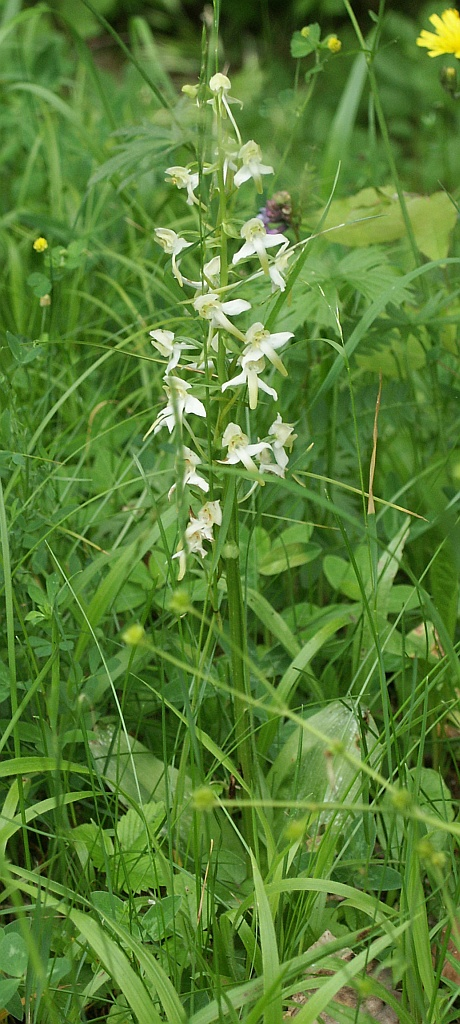
Platanthera chlorantha
planta.

## Taxonomía
Platanthera chlorantha fue descrita por (Jakob Laurenz Custer) Ludwig Reichenbach y publicado en Handbuch des Naturlichen Pflanzensystems 2: 1565. 1828[1829].
Etimología
Las orquídeas obtienen su nombre del griego ορχις, orjis, que significa "testículo", por la apariencia de los tubérculos subterráneos en algunas especies terrestres. El término fue empleado por primera vez por Teofrasto en su libro  "De historia plantarum" (La historia natural de las plantas ).
El nombre Platanthera procede del griego y significa "Antera amplia" refiriéndose a la separación de la base de los loculos polínicos.   
Sinonimia
- Orchis chlorantha Custer 1827 (Basónimo)
- Habenaria chlorantha (Custer) Bab. 1836
- Orchis montana F.W. Schmidt 1793
- Orchis virescens Zollik. ex Gaud. 1829
- Platanthera montana (F.W. Schmidt) Rchb.f. 1851
- Habenaria montana T. Durand & Schinz 1894
- Habenaria montana (F.W. Schmidt) Druce 1906
- Platanthera chlorantha var. grandiflora M. Schulze 1907[2]

## Nombre común
EspañolSatirión verde, platanthera de flor verde